# 昼锦堂记碑
昼锦堂记碑，位于中国山西省襄汾县景毛乡南高村村委会院中爱山亭下，为书法家董其昌所书，碑文内容是欧阳修的《昼锦堂记》。碑前有两联：“莫作天下必不可常之事，当为天下必不可少之人”以及“拙之一字免了无千罪过，闲之一字讨了无万便宜”。
2004年5月，昼锦堂记碑包括石牌坊列为第一批临汾市文物保护单位。